# 겐츨릭 공원

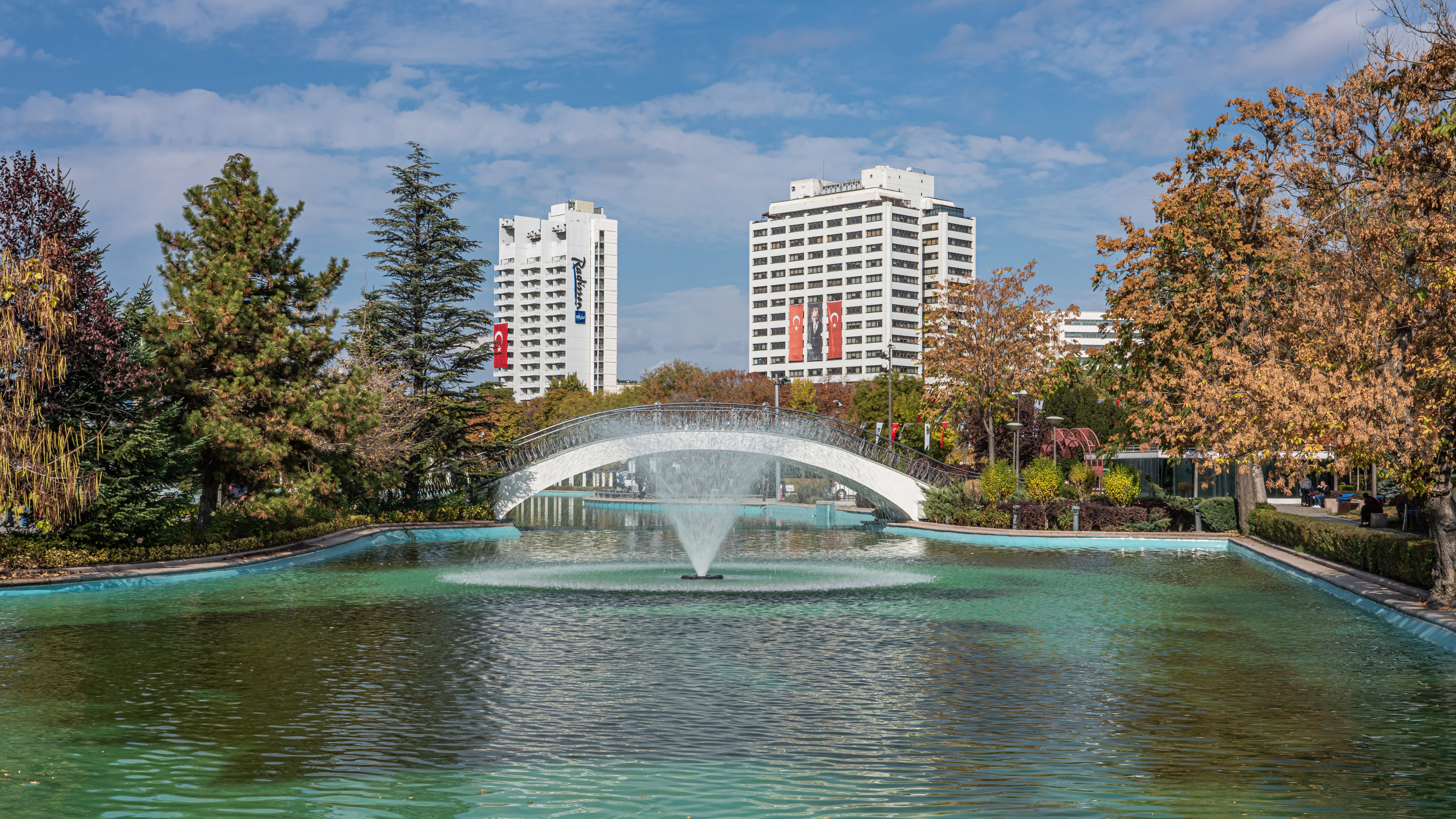
겐츨릭 공원

겐츨릭 공원(튀르키예어: Gençlik Parkı)는 터키의 수도 앙카라에 위치한 공원이다. 튀르키예어 겐츨릭은 젊음(Youth)이라는 뜻이다.